# Aurélien Abily
Aurélien Abily, né le 22 juillet 1982 au Mans, est un joueur de handball français. Il a mis un terme à sa carrière professionnelle en 2018 après 9 saisons au sein du Saint-Raphaël VHB.

## Biographie
Après avoir débuté au Club sportif des Cheminots du Mans, Aurélien Abily rejoint en 2000 l'Angers Noyant Handball qui vient d'accéder à la Division 1. Il y reste 4 saisons avant de partir pour Aurillac qui vient d'accéder à la Nationale 1. Champion de France de N1 dès sa première année, il accède alors à la Division 2. Deuxième lors de la saison 2007-2008, il termine 10e de Division 1 en 2009.
Il rejoint alors le Saint-Raphaël Var Handball à l'intersaison 2009. Il participe ainsi activement à la progression du club raphaëlois qui atteint la 3e place du Championnat de France en 2012 et en 2015 puis devient vice-champion de France en 2016. Il est également finaliste de la Coupe de la Ligue à trois reprises en 2010, en 2012 et en 2014 et de la Coupe d'Europe de l'EHF en 2018.
Après 9 ans à Saint-Raphaël VHB et 13 ans en première division, il met un terme à sa carrière professionnelle en 2018 et s'engage avec le Draguignan Var Handball en Nationale 3.

## Palmarès
Compétitions internationales
- Finaliste de la Coupe de l'EHF (1) : 2018

Compétitions nationales
- Deuxième du Championnat de France (1) : 2016
  - Troisième en 2012 et 2015.
- Finaliste de la Coupe de la Ligue : 2009-2010, 2011-2012 et 2013-2014.
- Finaliste du Trophée des champions : 2015

## Galerie

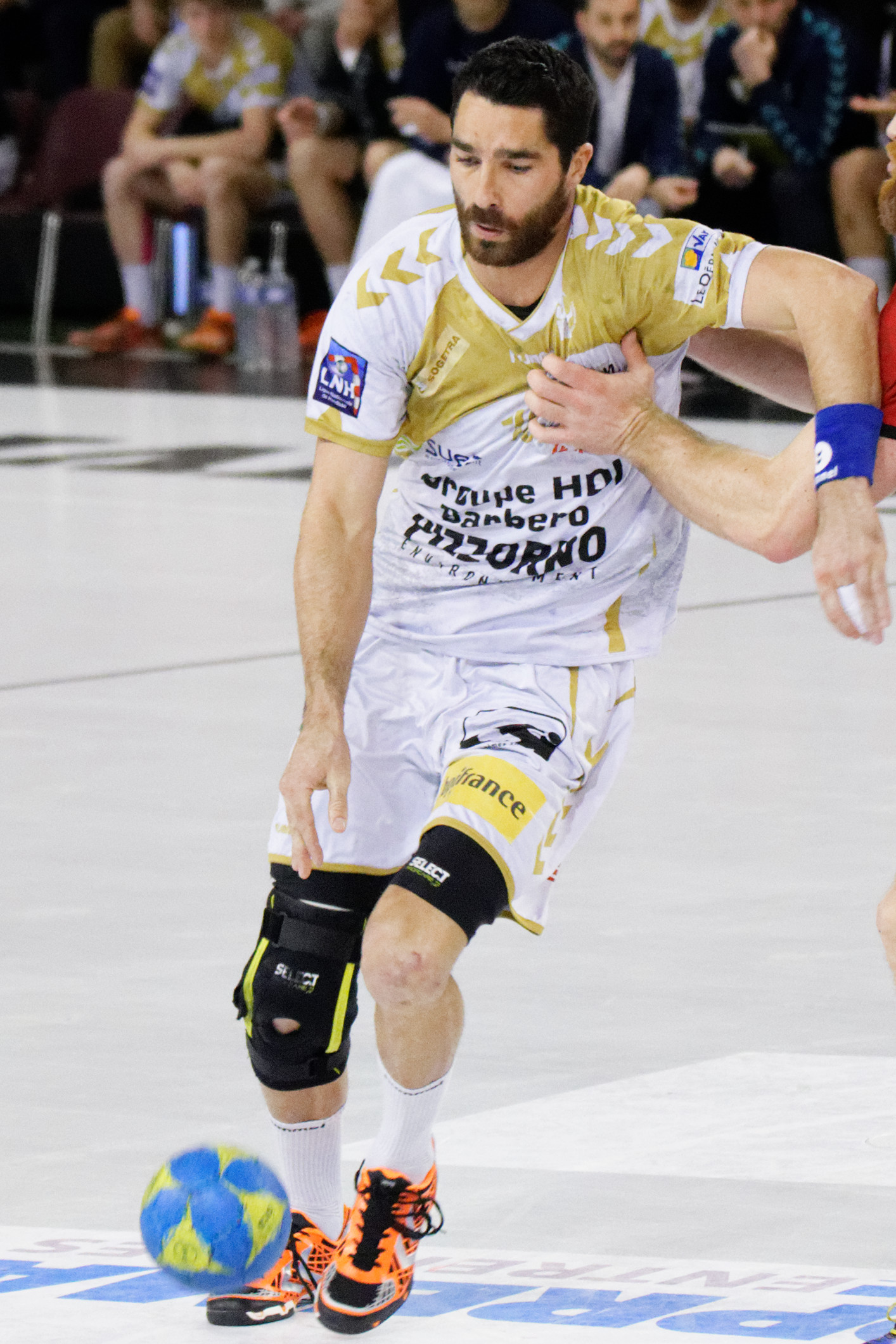
Aurélien Abily en mars 2016
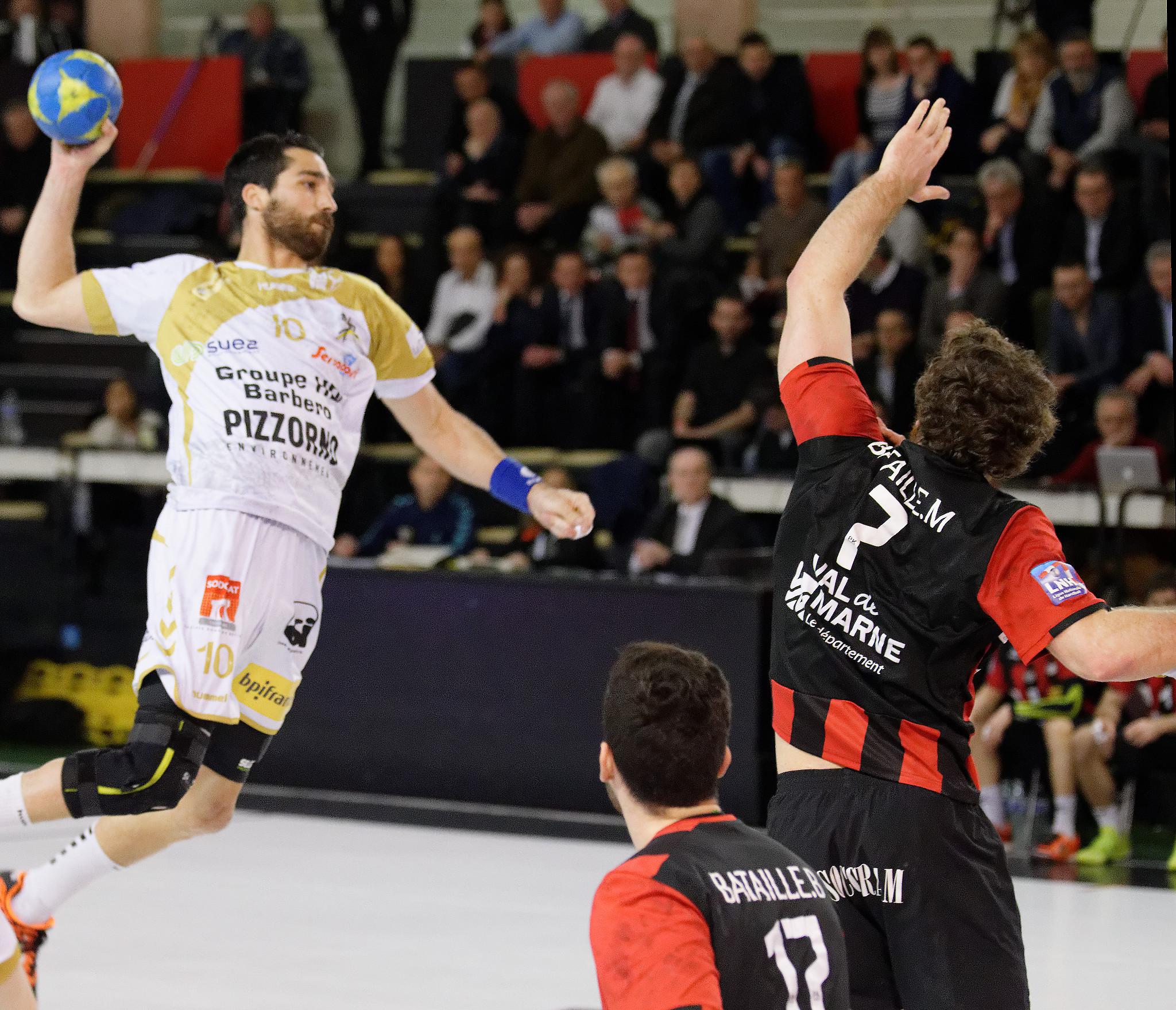
Aurélien Abily en mars 2016
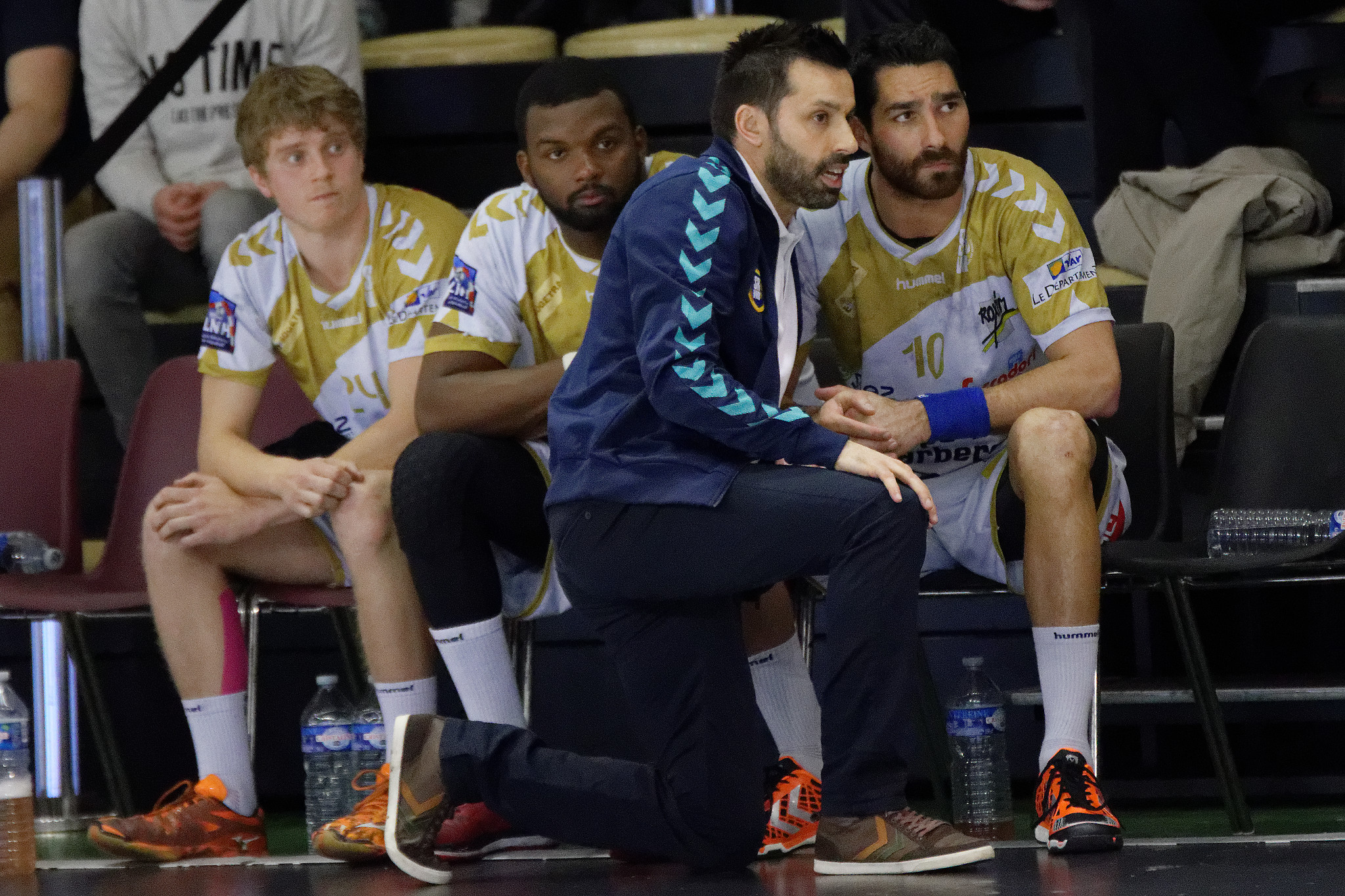
Aurélien Abily aux côtés de Joël da Silva
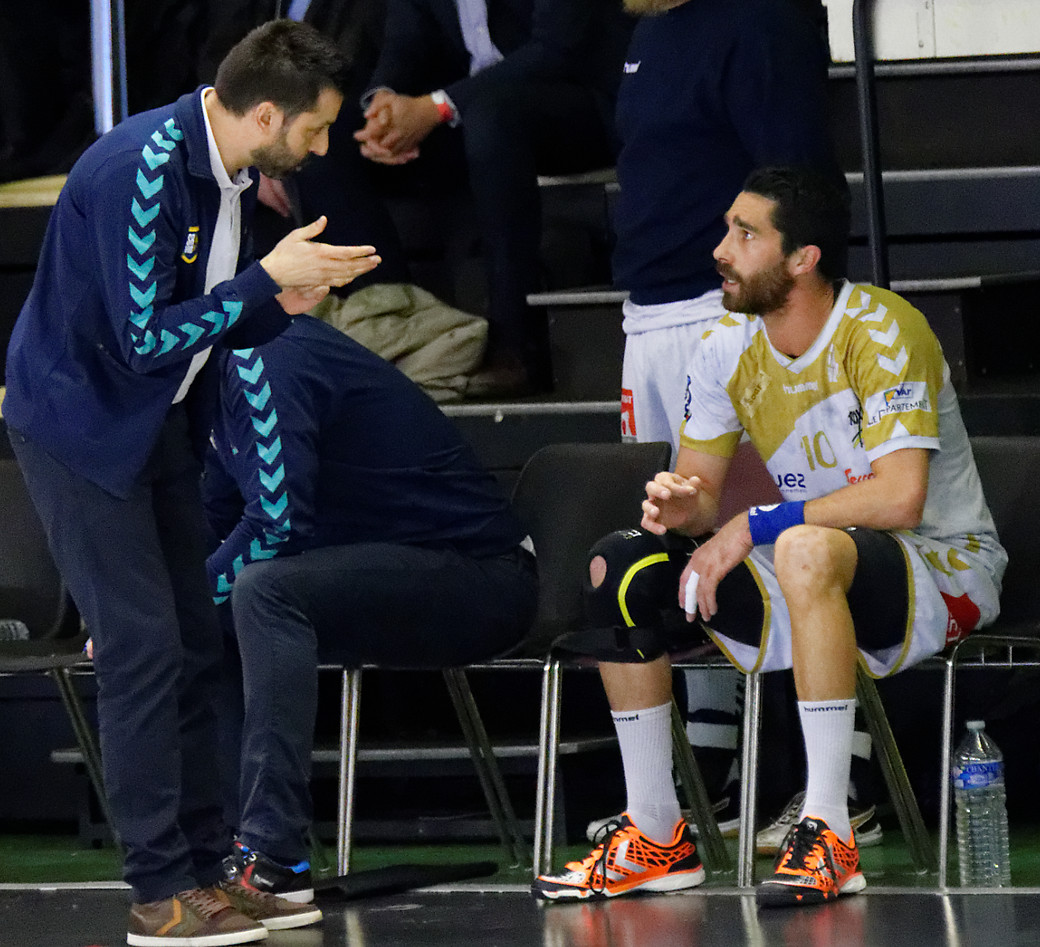
Aurélien Abily aux côtés de Joël da Silva